# 聖奧斯定天主教中學
聖奧斯定天主教中學（英語：St. Augustine Catholic High School），位於加拿大安大略省萬錦市的一個天主教中學，由約克天主教教育局營運，2001年開學。根據2009年9月的調查，這一間以科技為主的中學共有1340名學生和80名教員。根據菲沙研究所的《2015年安大略省中學成績單》，本學校獲取了平均10分之8.6的成績，排名整個安大略省的749間中學當中的第22名。

## 外部連結
- 官方網頁：www.staugustinechs.ca